# Szulewszczyzna
Szulewszczyzna – dawna wieś. Tereny, na których była położona, leżą obecnie na Białorusi, w obwodzie witebskim, w rejonie brasławskim, w sielsowiecie Dalekie.

## Historia
W czasach zaborów zaścianek w granicach Imperium Rosyjskiego.
W latach 1921–1939 ówczesna wieś leżała w Polsce, w województwie nowogródzkim (od 1926 w województwie wileńskim), w powiecie dziśnieńskim (od 1926 w powiecie brasławskim), w gminie Bohiń.
Według Powszechnego Spisu Ludności z 1921 roku zamieszkiwały tu 34 osoby, wszystkie były wyznania prawosławnego i zadeklarowały białoruską przynależność narodową. Było tu 6 budynków mieszkalnych. W 1931 w 7 domach zamieszkiwało 36 osób.
Wierni należeli  do parafii prawosławnej w Wasiewiczach. W 1933 miejscowość podlegała pod Sąd Grodzki w Opsie i Okręgowy w Wilnie; właściwy urząd pocztowy mieścił się w Bohiniu.